# 島之瀬ダム
島ノ瀬ダム（しまのせダム）は、和歌山県日高郡みなべ町東神野川字黒松に建設されたダム。

## 沿革
南部川にダム（島ノ瀬ダム）と日置川から取水による二つの水源から、南部郷と隣接田辺市の農業用水を確保し、畑地灌漑用施設整備しようとする「南紀用水農業水利事業」の計画が立てられる。計画当初、島ノ瀬ダムの水は南部川村・南部町に、日置川取水は田辺市に送られるというように区分されていた。しかし、その後の情勢の変化に伴い、日置川取水は取りやめとなり、島之瀬ダムのみに頼る計画へと変更された。
現在では、小水力発電が稼働し、ダムに貯められた水は、上南部・南部・岩代地区の畑に送られている。

## ダム湖畔
ダムの周辺には、、周辺にはソメイヨシノのほか、ヤマザクラやボタンザクラの桜の木が合わせて500本ほどあり、桜が開花する時期には花見客も訪れる。その桜の開花に合わせて、ダムを管理している南紀用水土地改良区と地元の有志が協力して毎年こいのぼりを揚げている。

## 関係施設
島ノ瀬ダムの左岸側には島ノ瀬ダム管理事務所が建設されている。この事務所では、島ノ瀬ダムの監視・制御、辺川取水口の監視・制御、各観測局のデータ収集、放流警報の制御等の総合的なダムの監視を行っている。